# Éric Hélary

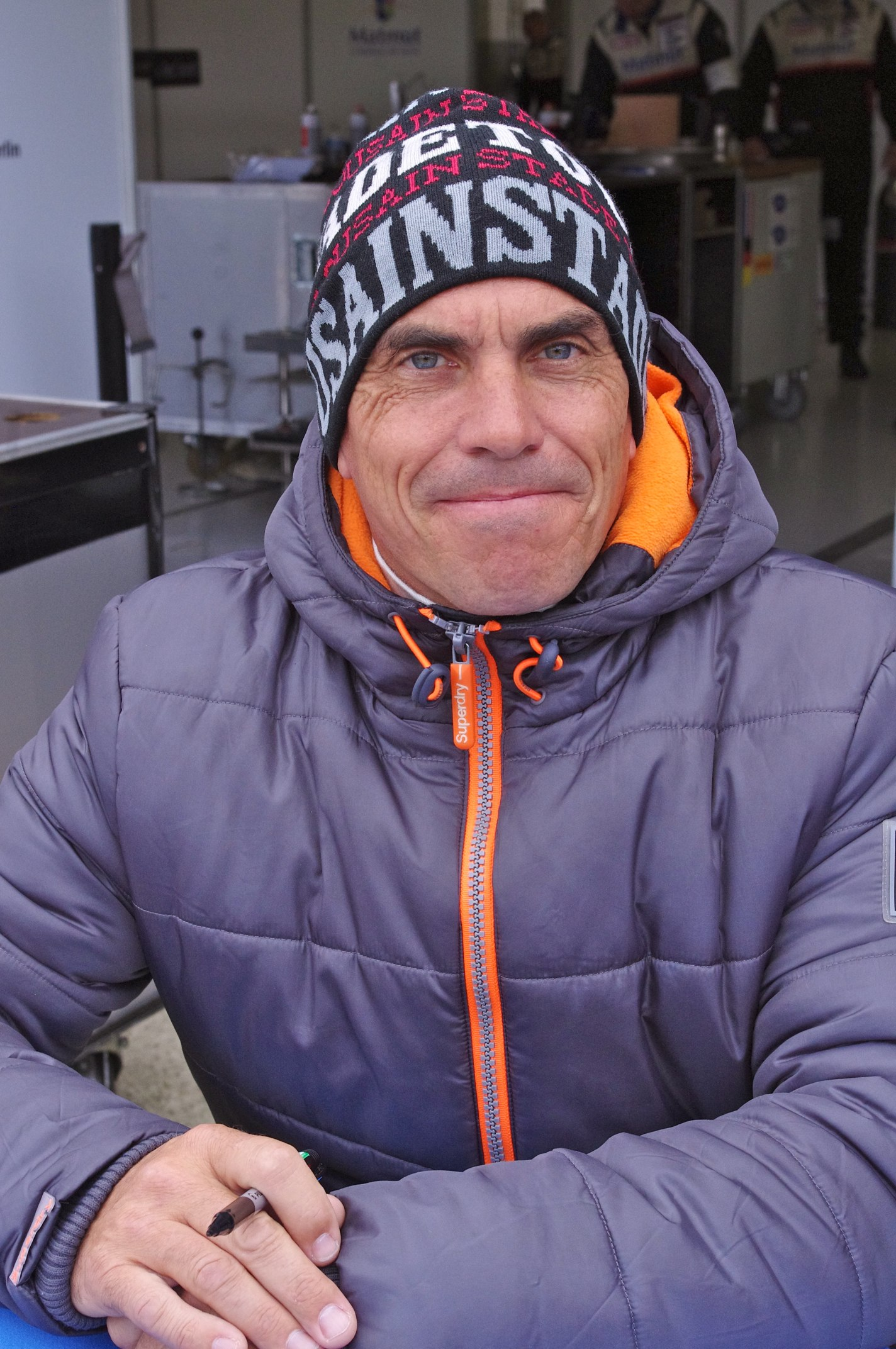
Éric Hélary 2014

Éric Georges Roger Hélary (* 10. August 1966 in Paris) ist ein ehemaliger französischer Automobilrennfahrer. 1993 war er Gesamtsieger des 24-Stunden-Rennens von Le Mans.

## Karriere
Éric Hélary begann seine Karriere im Kartsport und wechselte 1985 in die französische Formel-Ford-Meisterschaft. 1987 sicherte er sich den Meistertitel dieser Rennserie und stieg im folgenden Jahr in die französische Formel-3-Meisterschaft ein. Auch in dieser Rennserie gewann der junge Franzose die Gesamtwertung. 1990 blieb er auf einem Reynard-Mugen siegreich.
Über den Peugeot-Spyder-Cup kam Hélary 1992 ins Peugeot-Werksteam und gab sein Debüt beim 24-Stunden-Rennen von Le Mans. 1993 feierte es seinen größten Erfolg im Motorsport, als er zusammen mit Geoff Brabham und Christophe Bouchut im Peugeot 905 die Gesamtwertung dieses Langstreckenrennens gewann. Bis 2006 war Hélary regelmäßig für verschiedene Teams in Le Mans am Start und kam noch dreimal aufs Podium der ersten Drei. 1995 wurde er gemeinsam mit Bob Wollek und Mario Andretti auf einem Courage C34 Zweiter und 1997 auf einem McLaren F1 GTR, Dritter in der Gesamtwertung. 2006 pilotierte er einen Pescarolo C60, in dem auch der französische Rallye-Weltmeister Sébastien Loeb saß, auf den zweiten Gesamtrang. 2006 kehrte er zu Peugeot zurück und wurde Testfahrer für den Peugeot 908 HDi FAP, um die Rückkehr der französischen Marke nach Le Mans vorzubereiten.
Ab 1994 fuhr Hélary auch Tourenwagenrennen und wurde Werksfahrer bei Opel in der französischen Tourenwagenmeisterschaft. Nach der Wiedereinführung der DTM im Jahr 2000 stieg er mit Opel auch in diese Rennserie ein. 2002 kehrte er nach Frankreich zurück und fuhr wieder in der französischen Tourenwagenmeisterschaft.
Im Oktober 2011 erklärte Hélary seinen Rücktritt als Fahrer, kehrte aber 2014 zum aktiven Rennsport zurück. Er fuhr in Le Mans in der FIA-Langstrecken-Weltmeisterschaft und bestritt Rennen zur European Le Mans Series.

## Statistik

### Le-Mans-Ergebnisse
| Jahr | Team                    | Fahrzeug             | Teamkollege              | Teamkollege      | Platzierung            | Ausfallgrund |
| ---- | ----------------------- | -------------------- | ------------------------ | ---------------- | ---------------------- | ------------ |
| 1993 | Peugeot Talbot Sport    | Peugeot 905 Evo 1C   | Christophe Bouchut       | Geoff Brabham    | Gesamtsieg             |              |
| 1994 | Michel Hommell          | Bugatti EB110SS      | Jean-Christophe Boullion | Alain Cudini     | Ausfall                | Unfall       |
| 1995 | Courage Compétition     | Courage C34          | Bob Wollek               | Mario Andretti   | Rang 2 und Klassensieg |              |
| 1996 | Viper Team Oreca        | Chrysler Viper GTS-R | Olivier Beretta          | Philippe Gache   | Rang 21                |              |
| 1997 | BMW Team Schnitzer      | McLaren F1 GTR       | Peter Kox                | Roberto Ravaglia | Rang 3                 |              |
| 1998 | Toyota Motorsport       | Toyota GT-One        | Martin Brundle           | Emmanuel Collard | Ausfall                | Unfall       |
| 2002 | Pescarolo Sport         | Courage C60          | Stéphane Ortelli         | Ukyo Katayama    | Ausfall                | Motorschaden |
| 2003 | Pescarolo Sport         | Courage C60          | Nicolas Minassian        | Soheil Ayari     | Rang 9                 |              |
| 2005 | Pescarolo Sport         | Pescarolo C60 Hybrid | Sébastien Loeb           | Soheil Ayari     | Ausfall                | Motorschaden |
| 2006 | Pescarolo Sport         | Pescarolo C60        | Sébastien Loeb           | Franck Montagny  | Rang 2                 |              |
| 2014 | IMSA Performance Matmut | Porsche 997 GT3-RSR  | Érik Maris               | Jean-Marc Merlin | Rang 32                |              |

### Einzelergebnisse in der Sportwagen-Weltmeisterschaft
| Saison | Team          | Rennwagen   | 1   | 2   | 3   | 4   | 5   | 6   |
| ------ | ------------- | ----------- | --- | --- | --- | --- | --- | --- |
| 1992   | Peugeot Sport | Peugeot 905 | MON | SIL | LEM | DON | SUZ | MAG |
| 1992   | Peugeot Sport | Peugeot 905 |     |     | 2   |     |     |     |